# Karlheinz Wagner (Kartograf)
Karlheinz Wagner (* um 1900 in Leipzig; † 1985) war ein deutscher Kartograf und bedeutender Entwickler von Kartennetzentwürfen, u. a. der Entwürfe Wagner I bis IX. Karlheinz Wagner ist der Enkel von Heinrich Wagner.

## Veröffentlichungen
- Die unechten Zylinderprojektionen. Offizin Haag Drulin Ag, Leipzig 1932.
- Die unechten Zylinderprojektionen. Archiv der deutschen Seewarte, 51. Bd., Nr. 4, Hamburg 1934.
- Kartographische Netzentwürfe. Bibliographisches Institut, Leipzig 1949. 2. Aufl. Mannheim 1962.
- Bemerkungen zum Umbeziffern von Kartennetzen. Kartographische Nachrichten, Nr. 6/1982, S. 211–218.